# Le Bureau
Le Bureau est une série télévisée française en six épisodes de 26 minutes créée par Ricky Gervais et adaptée par Nicolas et Bruno, d'après la série britannique The Office et diffusée entre le 25 mai et le 29 juin 2006 sur Canal+.

## Synopsis
Cette série met en scène le quotidien des employés de la Cogirep, une entreprise spécialisée dans la papeterie. 
Le patron, Gilles Triquet, persuadé d'être très cool, est en réalité détesté de tous les employés, sa nullité en tant que manager d'équipe et son humour pathétique le rendant particulièrement impopulaire.
Dans ce triste décor, différents incidents ont lieu. Ainsi, des rumeurs de licenciement surviennent, des montages numériques à caractère pornographique mettant en scène les cadres de l'entreprise circulent, des films amateurs gores sont échangés entre employés et des réunions amicales et festives tournent au cauchemar...

## Distribution
- François Berléand : Gilles Triquet, directeur régional de la Cogirep sur le site de Villepinte
- Xavier Robic : Félix Pradier, stagiaire
- Benoit Carré : Joël Liotard, assistant du directeur régional
- Jérémie Elkaïm : Paul Delorme, commercial
- Anne-Laure Balbir : Laetitia Kadiri, chef réceptionniste
- Frédéric Merlo : Daniel Gabarda, chef comptable
- Valérie Alaqui[1] :
- Jean-Pierre Loustau : Didier Leguélec, représentant
- Astrid Bas : Juliette Lebrac, responsable de Cogirep France
- Solène Bouton : Jennifer Langlois
- Jacques-Yves Dorges : Bernard Giraud, commercial

## Épisodes
Les épisodes ne portent pas de titre comme dans les versions américaine ou britannique. Ils s'intitulent simplement Première partie, Deuxième partie...
- Épisode 1 : Première partie

L'équipe de reportage arrive à la Cogirep et rencontre Gilles Triquet, directeur régional du site de Villepinte : un patron visiblement plus préoccupé par « l'ambiance de ouf » de son « open space » que par son chiffre d'affaires. Juliette Lebrac, responsable Cogirep France, annonce à Gilles que les dirigeants à Oslo souhaitent fusionner la branche de Massy-Palaiseau et la sienne. Un des deux sites devra donc absorber l'autre dont l'effectif sera très largement réduit. À chacun des deux boss de faire des propositions et de commencer à licencier.
- Épisode 2 : Deuxième partie

Gilles Triquet a engagé Jennifer, la fille d'un vieil ami. Tout en lui faisant faire le tour de l'espace des bureaux ouverts, il découvre qu'un montage pornographique le mettant en scène circule via l'intranet. Vexé alors qu'il se présente continuellement comme un champion de l'humour au bureau, il demande discrètement à Joël de rechercher l'auteur de ce montage. Joël, parallèlement réserviste dans l'armée de terre, va enfin pouvoir mettre en pratique ses stages de lutte anti-subversive. Juliette Lebrac, en nouvelle visite à Villepinte, demande à Gilles un point précis sur ses réductions d'effectifs en vue de la prochaine fusion. Gilles, qui n'a pris aucune mesure, est très vite à court d'arguments bidons.
- Épisode 3 : Troisième partie

Aujourd'hui, Paul a trente ans et sa mère lui a offert une superbe casquette « radio FM » qu'il montre aux journalistes. Lætitia et son petit ami Ludo (du stock) lui offrent pour se marrer un sexe géant gonflable sur lequel Gilles se jette pour une improvisation graveleuse. L'anniversaire de Paul ne doit cependant surtout pas éclipser la septième soirée annuelle du Trivial-Cogirep qui a l'air de beaucoup exciter Gilles. Il est déjà certain de renouveler le succès des années passées avec son meilleur ami et coéquipier : Didier Leguélec. Mais Félix représente une menace et pourrait détruire cette réputation si précieuse : il a participé et gagné au jeu télévisé Questions pour un champion ? spéciale étudiants.
- Épisode 4 : Quatrième partie

Aujourd'hui, Gilles offre une journée de renforcement d'équipe à ses employés. Lætitia est en pleine crise avec son fiancé, Ludovic. Ils s'engueulent dans les couloirs et tous en sont témoins. Paul console son amie et espère secrètement qu'il pourra enfin saisir sa chance avec elle. La journée de séminaire animée par Aymeric Dulaz, un type plutôt jovial et sympathique, s'annonce éprouvante, notamment à cause des interruptions incessantes de Gilles qui cherche, comme toujours, à occuper le devant de la scène devant ses employés et surtout devant la caméra.
- Épisode 5 : Cinquième partie

Malgré le plan social en cours, Gilles engage une nouvelle secrétaire : la charmante Delphine Pichaud. Dans les bureaux ouverts, Gilles, faussement cool, fait la morale à sa protégée, Jennifer, qui a découché cette nuit avec « quelqu'un du bureau ». Joël, curieux, ne parvient pas à lui soutirer davantage d'informations lors d'un séminaire-sécurité bidon, prétexte pour passer un moment seul avec elle et tenter vainement de la séduire. Paul, quant à lui, va donner sa démission et envisage de s'inscrire à la fac pour devenir psychologue.
- Épisode 6 : Sixième partie

C'est le jour du verdict : Juliette Lebrac annonce à Gilles qu'il est promu au rang de directeur national, mais au prix du sacrifice de son équipe qui sera réduite et absorbée par le site de Massy. Sur un nuage, Gilles accepte le poste sur-le-champ. Il doit juste passer un entretien formel au siège à Oslo. Gilles annonce maladroitement la nouvelle à son personnel.